# NGC 123
NGC 123 é uma estrela na direção da constelação de Cetus. O objeto foi descoberto pelo astrônomo Wilhelm Tempel em 1880, usando um telescópio refrator com abertura de 11 polegadas. 